# والترشن
والترشن (به آلمانی: Walterschen) یک شهر در آلمان است که در راینلاند-فالتس واقع شده‌است.

## خصوصیات
والترشن ۱۵۵ نفر جمعیت دارد.